# Campanha de Boston
A Campanha de Boston foi a campanha de abertura da Guerra da Independência dos Estados Unidos. O objectivo principal desta operação era a mobilização de milícias patriotas e a sua conversão num Exército Continental. Os conflitos militares da campanha começaram com as Batalhas de Lexington e Concord, a 19 de Abril de 1775, nas quais as milícias conseguiram impedir a tentativa britânica de capturar armazéns militares em Concord. Toda a expedição britânica sofreu baixas significativas durante uma batalha em Charlestown contra um conjunto de milícias em crescimento.
A milícia cercou a cidade de Boston, dando início ao Cerco de Boston. A principal acção durante o cerco, a Batalha de Bunker Hill no dia 17 de Junho de1775, foi um dos confrontos mais sangrentos de toda a guerra.
Em Julho de 1775, George Washington assumiu o comando da milícia transformando-a num exército mais organizado. No dia 4 de Março de 1776, o exército patriótico fortificou Dorchester Heights com canhões capazes de atingir Boston e os navios britânicos no porto. O cerco, e a campanha, terminaram em 17 de Março de 1776, com a retirada das forças britânicas de Boston. Boston celebra o 17 de Março como o Dia da Retirada.

## Antecedentes
Em 1767, o Parlamento Britânico aprovou os Actos Townshend, que impunham direitos de importação sobre o papel, vidro, tinta e outros bens comuns importados para as Treze Colónias. Os Filhos da Liberdade, e outras organizações Patriotas, reagiram com várias acções de protesto. Organizaram boicotes aos bens sujeitos ao decreto de importação, e ameaçaram o pessoal da alfândega que recolhia as taxas, muitos dos quais eram corruptos ou relacionados com os líderes Provinciais. Francis Bernard, então Governador da Província da Baía de Massachusetts, solicitou apoio militar para proteger os funcionários do rei. Em Outubro de 1768, tropas britânicas chegaram à cidade Boston e ocuparam a cidade. As tensões deram origem ao Massacre de Boston em 5 de Março de 1770, e ao Boston Tea Party em 16 de Dezembro de 1773.
Em resposta ao Tea Party e a outros protestos, o Parlamento criou os Actos Intoleráveis para punir as colónias. Com o Acto do Governo de Massachusetts de 1774, o Parlamento aboliu definitivamente o governo colonial de Massachusetts. O general Thomas Gage, o comandante-chefe das tropas britânicas  na América do Norte, foi nomeado governador de Massachusetts recebendo instruções do governo do rei Jorge III para reforçar a autoridade real naquela problemática colónia. Contudo, a resistência popular obrigou os novos oficiais reais em Massachusetts a despedirem-se ou a procurar refúgio em Boston. Gage estava à frente de quatro regimentos de forças regulares britânicas (cerca de quatro mil homens) a partir do seu centro de comando em Boston, mas a região era controlada na sua maioria por simpatizantes Patriotas.

## Início da guerra

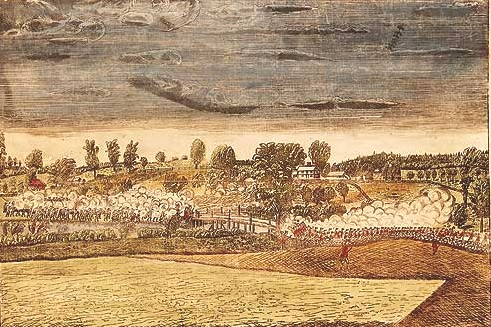
Uma gravura de Amos Doolittle de 1775 mostrando um pouco da acção em North Bridge, Concord

Em 1 de Setembro de 1774, soldados britânicos tiraram pólvora e outros bens militares de um paiol perto de Boston, durante uma ataques surpresa. Esta operação alarmou os Patriotas que se prepararam para um confronto dado os rumores de que a guerra estava iminente. Apesar de se ter verificado d que se tratava de um falso alarme, este incidente, conhecido como Powder Alarm, deixou os Patriotas alerta nos dias que se lhe seguiram. Para se defenderem, os colonos distribuíram equipamento militar,  armazenado em vários fortes em New England, pelas milícias locais.
Na noite de 18 de Abril de 1775, o general Gage enviou 700 homens para retirar munições armazenadas pelas milícias coloniais em Concord. Vários colonos — incluindo Paul Revere — alertaram os restantes resistentes, e quando as tropas britânicas entraram em Lexington na manhã de 19 de Abril, encontraram 77 minutemen à sua espera. Os confrontos tiveram início, morrendo oito minutemen, e os restantes, em inferioridade numérica, dispersaram;  as tropas britânicas entraram em Concord. Aqui, as tropas procuraram abastecimentos militares, mas pouco encontraram, pois os colonos, tendo sido alertados para um possível ataque, tinham tomado precauções e escondido o material militar. Durante a procura, deu-se um confronto em North Bridge. Uma pequena companhia de tropas britânicas dispararam contra uma coluna de vários colonos, que responderam ao fogo, e acabaram por afungentar aquelas tropas britânicas, que voltaram para a vila juntando-se às outras tropas. Quando os Casacas vermelhas (como os britânicos eram chamados) começaram a marchar para Boston, vários milhares de homens das milícias tinham-se juntado ao longo da estrada. Dá-se o confronto, e o destacamento britânico sofre pesadas baixas antes de chegar a Charlestown. Com a Batalhas de Lexington e Concord — "o tiro que soou por todo o mundo" — a guerra tinha começado.

## Cerco a Boston

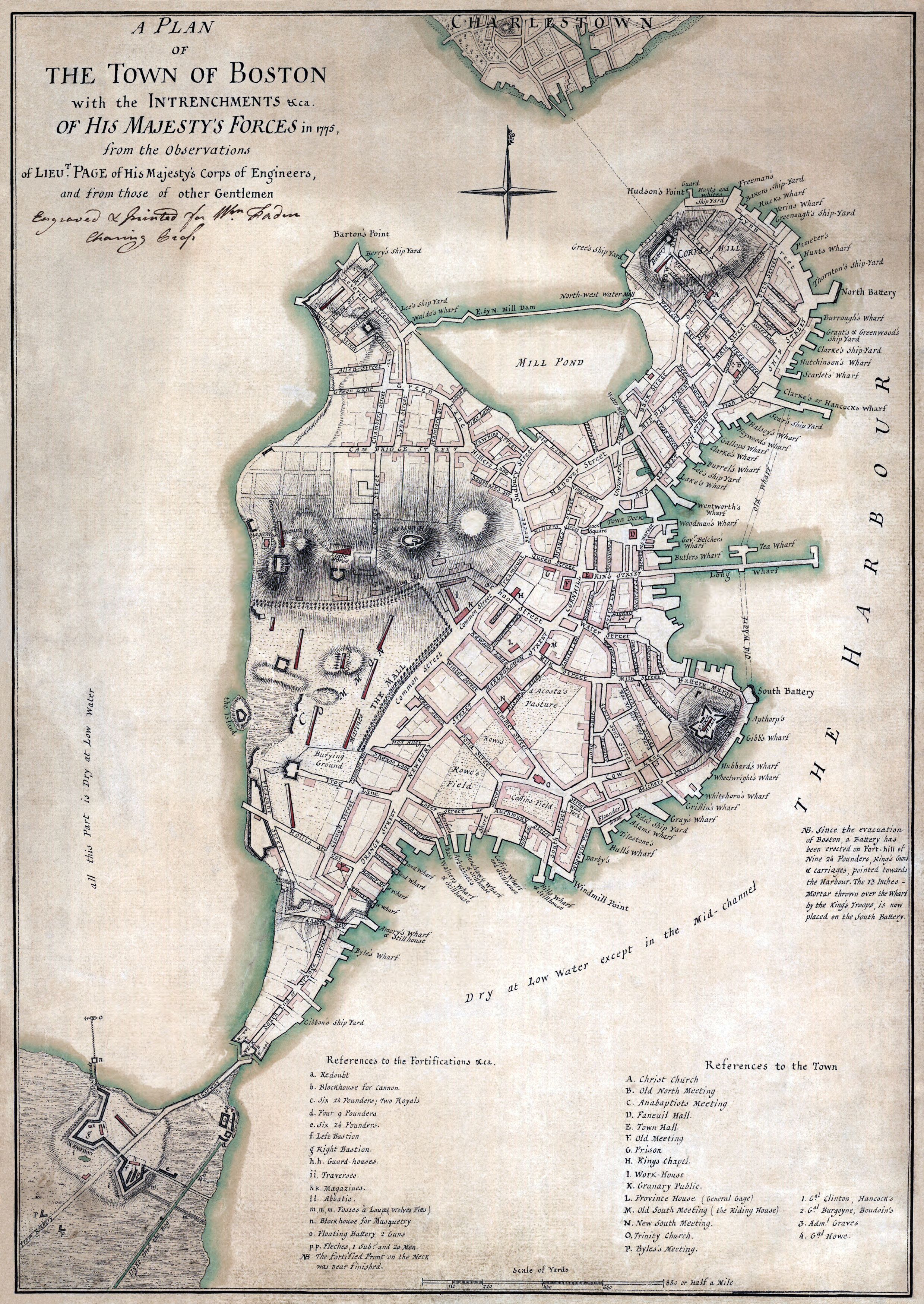
Mapa com uma análise táctica britânica de Boston em 1775.

No rescaldo da expedição fracassada a Concord, os milhares de homens das milícias que se dirigiram para Boston ali ficaram. Nos dias seguintes, foram chegando mais, desde New Hampshire, Connecticut e Rhode Island. Sob o comando de Artemas Ward, cercaram a cidade, bloqueando o acesso terrestre e colocando a cidade sob cerco. As tropas regulares britânicas fortificaram os pontos mais altos na cidade.

### Necessidade de abastecimentos
Embora os britânicos tenham conseguido receber mantimentos por via marítima, o nível armazenado era baixo. Alguns homens foram enviados a algumas das ilhas de Boston Harbor para roubar alimentos aos agricultores. Em resposta, os colonos começaram a retirar todos os alimentos, que pudessem ser úteis aos britânicos, dessas ilhas. Uma dessas acções, resultaria na perda de dois soldados britânicos e do seu navio Diana. A necessidade de materiais de construção, entre outros, levou o almirante Samuel Graves a autorizar um comerciante Lealista a enviar os seus navios desde Boston a Machias, no Distrito do Maine, acompanhado por uma escuna da Marinha Real. A população de Machias revoltou-se, tomando os navios mercantes e a escuna, depois de uma curta batalha na qual o seu comandante morreu. A resistência de Machias e a de outras comunidades costeiras, levaram Graves a autorizar uma expedição de represália em Outubro, cujo único resultado foi o incêndio de Falmouth. A resposta colonial a estas acções contribuiu para a aprovação de legislação pelo Segundo Congresso Continental, que estabeleceu a Marinha Continental.

### Bunker Hill
No final de Maio, o general Gage recebeu por mar cerca de dois mil reforços e três generais que teriam um papel fundamental na guerra: William Howe, John Burgoyne e Henry Clinton. Elaboraram um plano para libertar a cidade do cerco, o qual foi finalizado em 12 de Junho. O plano foi enviado aos comandantes das forças sitiadas, que decidiram que eram necessárias mais medidas defensivas.
Na noite de 16–17 de Junho de 1775, um destacamento do exército colonial marchou durante a noite até à península de Charlestown, a qual os britânicos tinham abandonado em Abril, e fortificaram Bunker Hill e Breed's Hill. Em 17 de Junho, as forças britânicas sob o comando do general Howe atacaram e cercaram Charlestown na Batalha de Bunker Hill. Esta batalha foi, em termos técnicos, uma vitória britânica, mas as baixas (cerca de 1/3 das forças atacnates foram mortas ou feridas, incluindo uma parte significativa do corpo de oficiais da América do Norte) foram tão pesadas que o ataque terminou. O cerco não foi rompido, e o general Gage foi chamado de volta a Inglaterra em Setembro e substituído pelo general Howe como o novo comandante-em-chefe.

### Criação do Exército Continental
O Segundo Congresso Continental, ocorrido em Filadélfia, recebeu informações sobre a situação no exterior de  Boston quando a reunião teve início em Maio de. Em resposta à confusão generalizada no comando no terreno, e reagindo à captura do Forte Ticonderoga em 10 de Maio, a necessidade de uma organização militar unificada ficou clara. O Congresso decidiu, então, a 26 de Maio, que as forças no exterior de Boston constituiriam o Exército Continental , e nomearam George Washington o seu comandante-em-chefe em 15 de Junho. Washington deixou Filadélfia e partiu para Boston em 21 de Junho, mas só tomou conhecimento da acção em Bunker Hill quando chegou a Nova Iorque.

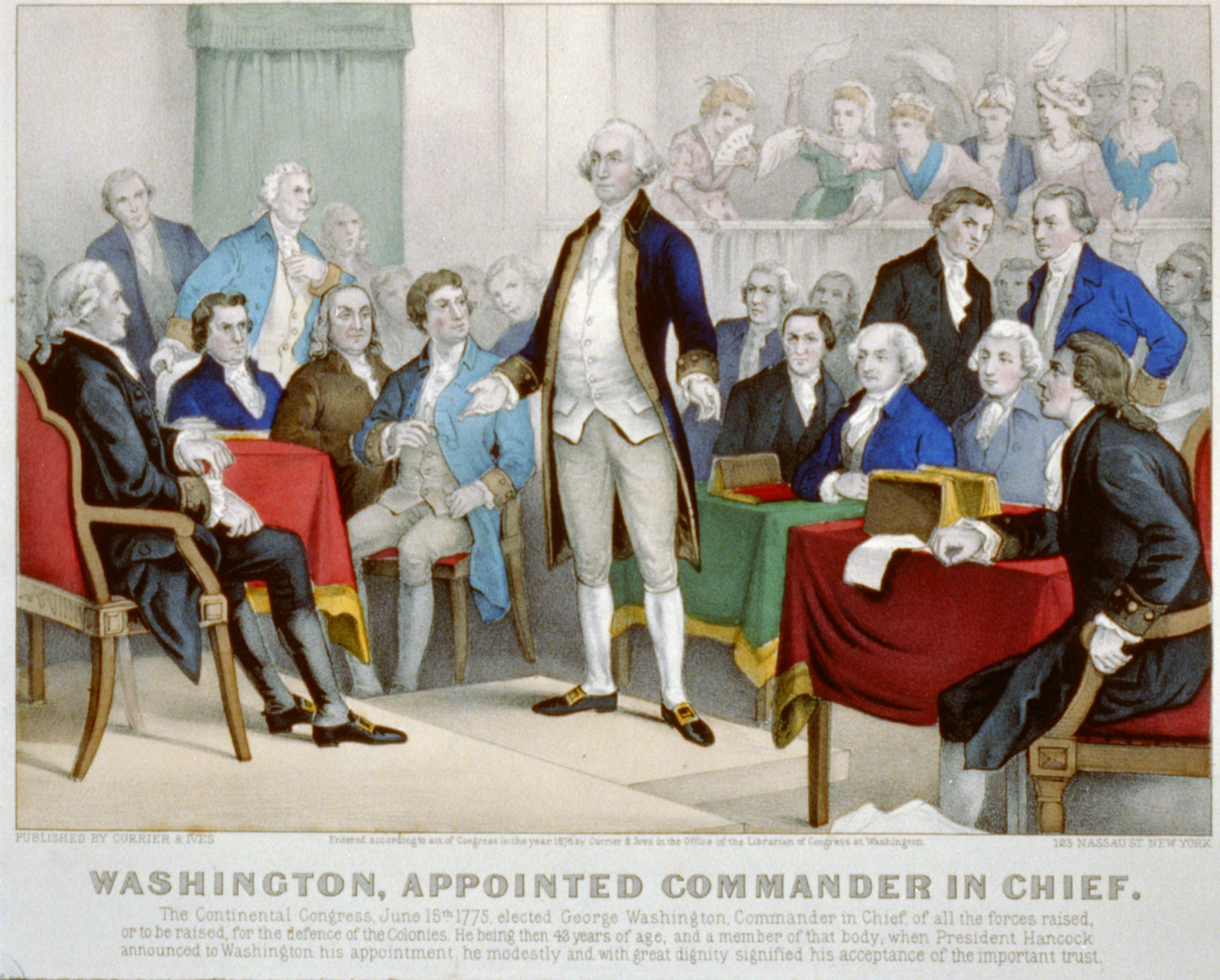
Uma gravura de Currier and Ives mostrando George Washington a aceitar a sua nomeação de comandante-em-chefe do Exército Continental do Congresso.

### Impasse
No seguimento da batalha de Bunker Hill, o cerco ficou num beco sem saída, pois nenhum dos lados tinha uma posição dominante, ou a vontade e o equipamento para realmente alterar a sua posição. Quando Washington assumiu o comando do exército em Julho, determinou que dos 20 000 homens que o constituíam, apenas 13 000 estavam preparados para o integrar. O novo comandante também estabeleceu que a batalha tinha reduzido significativamente os depósitos de pólvora, o qual foi reestabelecido com abastecimentos desde Filadélfia. Os britânicos, por seu lado, estavam ocupados a mobilizar reforços; quando Washington chegou, os britânicos tinham mais de 10 000 na cidade.
Durante o Verão e o Outono de 1775, ambos os lados entrincheiraram-se, dando origem a escaramuças pontuais, mas nenhum dos lados decidiu tomar alguma acção significativa. O Congresso, procurando tomar alguma iniciativa e tirar vantagem da captura de Ticonderoga, autorizou uma Invasão do Canadá, após várias cartas enviadas aos habitantes do Canadá terem sido rejeitadas pelos colonos britânicos e franceses. Em Setembro, Benedict Arnold liderou uma força de 1100 homens, retirados do exército fora de Boston, numa expedição pelo Maine.
No final de 1775, Washington enfrentou uma crise no pessoal, pois muitos dos seus homens tinham os seus contratos a terminar nesse ano. Introduziu vários incentivos ao recrutamento e, assim, conseguiu manter os seus homens; deste modo, a dimensão das forças em redor de Boston foi mantida, apesar de, agora, ser inferior às forças cercadas.

## Fim do cerco
No final de Março de 1776, os canhões que foram capturados no Forte Ticonderoga foram transferidos para Boston por Henry Knox. Quando os canhões foram colocados em Dorchester Heights em apenas um dia, direccionados para as posições britânicas, a situação destes tornou-se insustentável. Enquanto o general Howe planeava um ataque para tomar aa zonas mais elevadas, deu-se uma tempestade de neve que impediu a sua execução. Os britânicos, depois de ameaçarem queimar a cidade se a sua partida fosse ameaçada, saíram da cidade em 17 de Março 17 de 1776, rumando para Halifax , na Nova Escócia. As milícias locais dispersaram e, em Abril, o general Washington mobilizou uma grande parte do Exército Continental para fortificar Nova Iorque, e para dar início à Campanha de Nova Iorque e Nova Jérsia.

## Legado

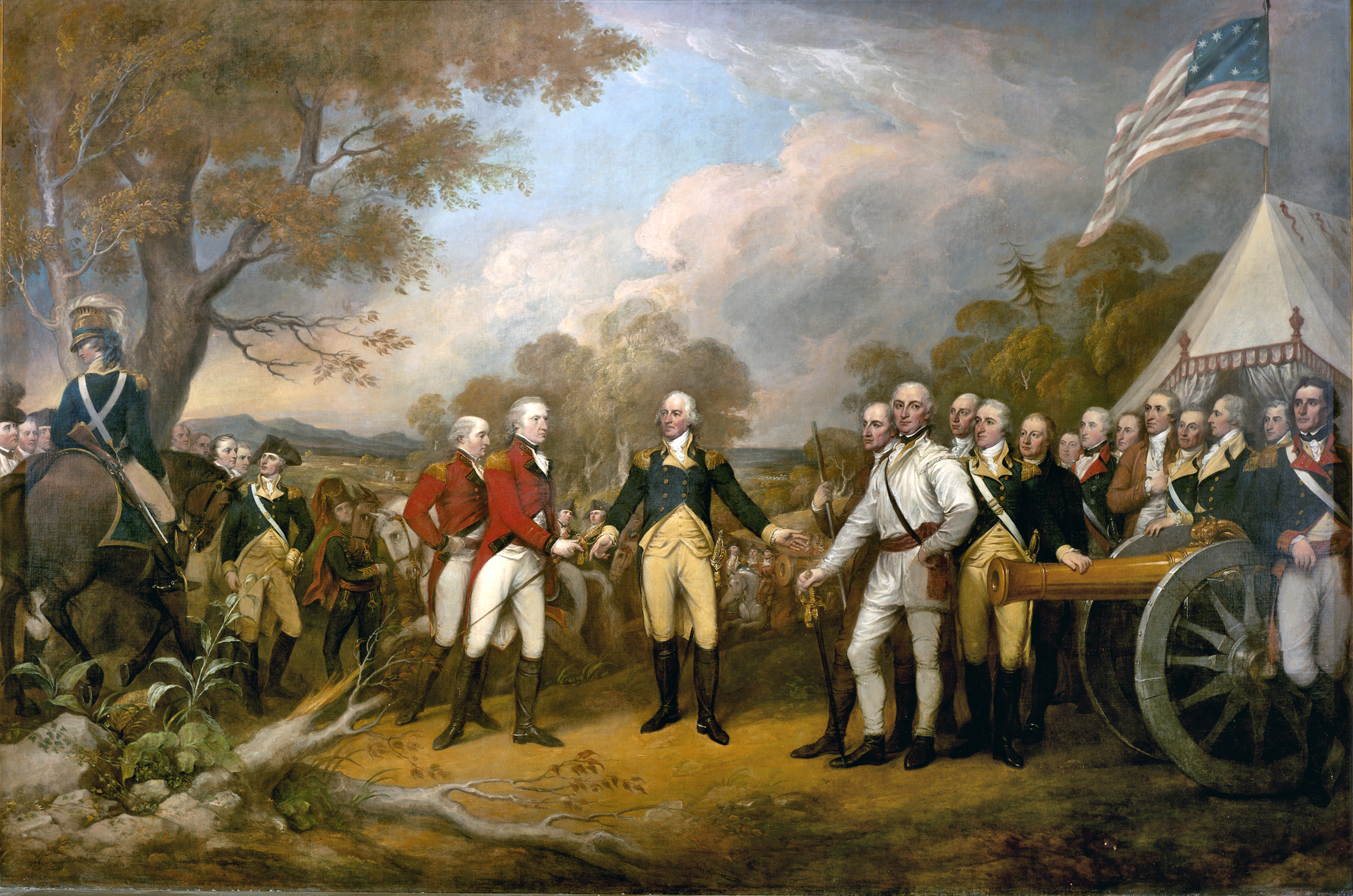
Rendição do General Burgoyne de John Trumbull

Os britânicos foram, no essencial, afastados de New England como resultado desta campanha, apesar tenham continuado (como noutros locais nas colónias) a receber apoio dos Lealistas locais, em particular em Newport, de onde expulsaram muitos dos Patriotas locais. A campanha, tal como o resultado da guerra como um todo, foi um golpe significativo no prestígio dos Britânicos e na confiança do seu exército. Os oficiais superiores da campanha foram criticados pelas suas acções (Clinton, por exemplo, embora tenha estado no comando das forças britânicas na América do Norte, seria apontado como um dos principais responsáveis pela perda briânica da guerra), enquanto outros, ou não participaram mais no conflito (Gage), ou caíram em desgraça (Burgoyne, que se rendeu na Saratoga). Embora os britânicos tenham continuado a controlar os mares, e obtido sucesso militar em terra (Nova Iorque, Nova Jérsia e Pennsylvania), as suas acções tiveram o efeito de unir as Treze Colónias contra a coroa. O resultado foi a incapacidade de obter apoio dos Lealistas para reconquistar o controlo político das colónias.
As colónias, apesar das suas diferenças, uniram-se em resultado de todos estes acontecimentos, garantindo ao Segundo Congresso Continental (antecessor do moderno Congresso dos Estados Unidos) autoridade e fundos suficientes para continuar a revolução unidos como um todo.